# Magnolia Electric Co. (musikalbum)
Magnolia Electric Co. är det sjunde och sista albumet av Songs: Ohia. Det spelades in i Chicago 2002 med Steve Albini som producent och utgavs av Secretly Canadian i mars 2003. 

## Låtlista
Alla låtar är skrivna av Jason Molina.
1. Farewell Transmission – 7:22
2. I've Been Riding with the Ghost – 3:20
3. Just Be Simple – 4:20
4. Almost Was Good Enough – 4:28
5. The Old Black Hen – 5:48
6. Peoria Lunch Box Blues – 5:48
7. John Henry Split My Heart – 6:09
8. Hold on Magnolia – 7:51

Den japanska utgåvan innehöll ett bonusspår, The Big Game is Every Night, och den första amerikanska utgåvan innehöll en bonusskiva med demoinspelningar. På demoskivan finns bl.a. låten Whip-Poor-Will med, en låt som ratades på Magnolia Electric Co., men som kom med på 2009 års Josephine